# Cubo (Carrazedo de Montenegro)
Cubo é uma aldeia Transmontana da freguesia de Carrazedo de Montenegro, Concelho de Valpaços com 52 habitantes, possuindo uma idade média de cerca de 47 anos.

## Património
- O santuário de N.S. dos Milagres, situado a cerca de 1 km da aldeia, na estrada nacional, em direção a Murça, enquadra-se num parque ajardinado de muita beleza e muito bem cuidado. Este lugar é aproveitado por muitas pessoas para realização de convívios e merendas.

- Capela de N. Senhora do Viso, a padroeira no centro da aldeia

- A fonte em granito, onde há cerca de 25 anos a população se abastecia de água.

- As habitações são construídas na sua maioria por xisto, muito abundante na região.

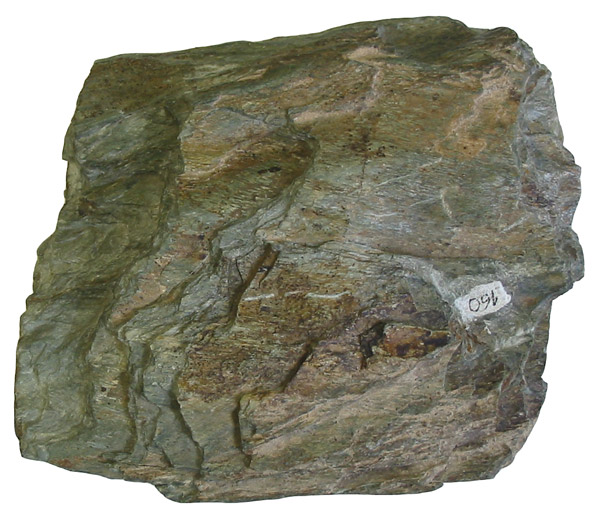
Xisto

## Festas e Romarias
A Festa de N.S. dos Milagres que se realiza anualmente no terceiro Sábado de Agosto